# 物理化学期刊A
《物理化学期刊A》（Journal of Physical Chemistry A）是一个关于分子化学的期刊，内容涵盖分子动力学、光谱学、结构学和量子化学，由美国化学会出版。
1997年以前期刊的名字是《Journal of Physical Chemistry》，由于研究领域的逐渐扩大，在1997年该期刊分为《Journal of Physical Chemistry A》（分子理论和实验物理化学），和《Journal of Physical Chemistry B》（固体、软物质和液体等）。2007年进一步分设《Journal of Physical Chemistry C》，用来发表快速发展的纳米科技和分子电子学有相关领域的学术成果。

## 主编
- 1896–1932 Wilder Dwight Bancroft, Joseph E. Trevor
- 1933–1951 S. C. Lind
- 1952–1964 William A. Noyes
- 1965–1969 F. T. Wall
- 1970–1980 Bryce Crawford
- 1980–2004 Mostafa El-Sayed
- 2005– George C. Schatz[1]